# Fünf-Gulden-Männer
Als Fünf-Gulden-Männer oder Fünfguldenmänner bezeichnete man die ab der cisleithanischen Wahlreform von 1882 in der dritten Kurie zugelassenen männlichen Wahlberechtigten der österreichischen Reichshälfte der Donaumonarchie.

## Hintergrund
Mit der Herabsetzung des Steuerzensus von 10 Gulden auf fünf unter dem Ministerpräsidenten Graf Eduard Taaffe erlangten 1882 (für den Reichsrat) bzw. 1885 (auf kommunaler Ebene in Wien) breite Schichten des unteren Mittelstandes, kleine Händler (Greißler), Handwerker und Gewerbetreibende das Wahlrecht. Sie stellten die Basis und die Kerntruppen für die neu gegründete Christlichsoziale Partei Karl Luegers, der sich sehr für die Senkung des Zensus eingesetzt hatte. Die antiindustrielle, antikapitalistische und antisemitische Einstellung dieser von zum Teil übermächtiger Konkurrenz bedrohten Modernisierungsverlierer prägte danach auf lange Zeit die Ideologie der von Lueger gegründeten Partei, und Karl Lueger bediente als begabter Demagoge die Bedürfnisse und Ängste seiner sprichwörtlich gewordenen „Fünf-Gulden-Männer“.
Es kam allerdings, dem Zug der Zeit entsprechend, zu weiteren Wahlrechtserweiterungen. Durch das cisleithanische Wahlreformgesetz vom 14. Juli 1896 wurde unter Ministerpräsident Graf Kasimir Felix Badeni der Mindestzensus auf vier Gulden gesenkt, und eine neue, allgemeine Kurie ohne Zensus eingeführt. 1907 kam es sogar zu den ersten Reichsratswahlen mit allgemeinem gleichen Männer-Wahlrecht. Dies hätte, auf Wiener Gemeindeebene nachvollzogen, das Ende der Dominanz der Christlichsozialen im Wiener Gemeinderat bedeutet. Aus diesem Grund verzögerten Lueger und seine Nachfolger eine entsprechende kommunale Wahlreform bis zum Ende der Donaumonarchie.